# World Music Awards
O World Music Awards foi uma premiação anual que premiava os "destaques da indústria musical de todo o mundo", baseados em sua popularidade e recordes de vendas por trabalho. Foi criada em 1989 por incentivo de Alberto II, príncipe de Mônaco, em parceria com a Federação Internacional da Indústria Fonográfica (IFPI). O evento foi realizado anualmente de 1989 a 2008. Depois disso, só voltou a ser voltou a ser realizado em 2010 e 2014. A artista mais premiada do World Music Awards é Mariah Carey, que recebeu 19 galardões no total.

## Cidades em que foi realizado
O evento aconteceu sempre em Monte Carlo, com três exceçõesː em 2004, foi realizado em Las Vegas; em 2005, em Los Angeles; e, em 2006, em Londres.
Uma edição do evento esteve para acontecer em 2012, em Miami, mas acabou por ser cancelada dois dias antes, no meio de muitas informações confusas - com o anúncio de atuações de artistas que nunca haviam confirmado a sua presença no evento -, tendo os organizadores justificado o cancelamento com problemas na emissão de vistos dos artistas e inclusivamente como respeito pelas vítimas do massacre na escola primária de Sandy Hook, que tinha ocorrido alguns dias antes. Na sequência disto, o site informativo Miami New Times apelidou o World Music Awards de "vigarice".

## Caridade
Todo o lucro do espetáculo era revertido para a Monaco Aide and Presence Foundation, que dá assistência a áreas subdesenvolvidas, principalmente na África, Ásia, Leste Europeu e até mesmo o Brasil. Muitos projetos foram realizados; uma das obras, um hospital no Port-Bouët, na Costa do Marfim, atende a cerca de 170 000 habitantes, uma casa em Katukuranda, Sri Lanka, assiste moças com debilidades físicas e mentais. As obras assistenciais do evento contam ainda com hospitais na Nigéria, Camboja e Mokatam (Egito). Adicionalmente, a entidade do World Music Awards atinge a obras assistenciais que cuidam de crianças abandonadas no Brasil.

## Prêmios
Os vencedores são definidos depois de pesquisas realizadas em órgãos voltados à indústria fonográfica. A confirmação deve ser certificada pela Federação Internacional da Indústria Fonográfica (IFPI).

## Categorias

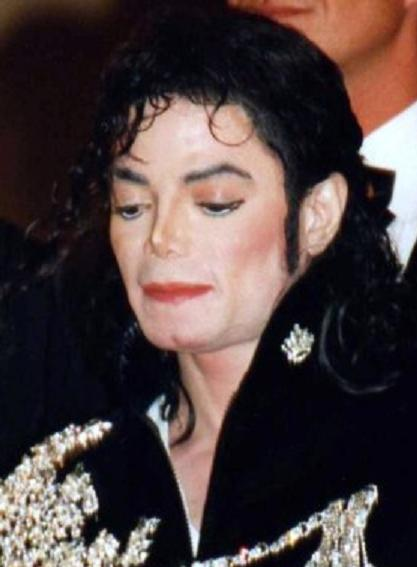
Michael Jackson foi premiado com a categoria Millennium Award, por ser o maior recordista de vendas de discos.

Ao retornar em 2014, o World Music Awards foi reorganizado nas seguintes categorias:
- Artista Revelação
- Melhor Performance Ao Vivo
- Melhor Canção
- Melhor Vídeo
- Melhor Artista Masculino
- Melhor Artista Feminino
- Melhor Grupo
- Melhor fanbase do Mundo
- Ícone

### Prêmios Especiais
Chopard Diamond Award
É uma categoria criada em 2001, dada a artistas que possuem mais de 100 milhões de álbuns vendidos ao longo da carreira. Sendo uma categoria especial, não é apresentada todo ano. Os artistas que possuem o prêmio até agora são:
- Rod Stewart (2001)
- Mariah Carey (2003)
- Céline Dion (2004)
- Bon Jovi (2005)
- Michael Jackson (2006)
- Amr Diab (2007)
- The Beatles (2008)

1. ↑  «Confira a lista dos vencedores do World Music Awards 2014». Vagalume. 2014. Consultado em 11 de janeiro de 2024
2. ↑  «2006 World Music Awards». CBS News (em inglês). 15 de novembro de 2006. Consultado em 11 de janeiro de 2024
3. ↑  Pajot, S. (20 de dezembro de 2012). «World Music Awards Canceled, Exposed as a Con, Blaming "Visa Issues," Newtown Shooting». Miami New Times. Consultado em 11 de janeiro de 2024